# Marek Piotr Chojnacki
Marek Piotr Chojnacki (ur. 10 czerwca 1963 w Warszawie) – polski filozof, teolog i tłumacz, Konsul Generalny RP w Lille (2000–2004).

## Życiorys
Marek Chojnacki w latach 1984–1989 studiował filozofię na Uniwersytecie Warszawskim oraz teologię na Akademii Teologii Katolickiej w Warszawie. Dyplom magistra teologii uzyskał w 1989 na ATK. W 1994 doktoryzował się z teologii na Uniwersytecie we Fryburgu w Szwajcarii. W latach 1995–1997 profesor wizytujący (visiting scholar) na Harvard Divinity School. Dyplom doktora nostryfikował w 2005 na Wydziale Filozofii i Socjologii Uniwersytetu Warszawskiego, uzyskując doktorat nauk humanistycznych w zakresie filozofii.
W latach 1993–1995 był sekretarzem Polskiej Misji Katolickiej w Szwajcarii, współredagując jej biuletyn „Wiadomości”. W okresach lipiec–grudzień 1998 oraz sierpień–wrzesień 1999 pracował jako zastępca dyrektora Polskiej Agencji Informacyjnej w Warszawie. Od stycznia do lipca 1999 był dyrektorem Biura Prasowego PAI do obsługi wizyty papieża Jana Pawła II w Polsce. Od marca do czerwca 2000 ponownie dyrektor w PAI. Od września 2000 do sierpnia 2004 pełnił funkcję Konsula Generalnego RP w Lille. W latach 2005–2007 wykładał na Akademii Podlaskiej w Siedlcach. Od marca do maja 2008 był wicedyrektorem Biura Współpracy z Zagranicą Politechniki Warszawskiej. Od lutego 2009 do września 2010 kierował Instytutem Polskim w Paryżu.
Od 2004 pracuje także jako tłumacz; przełożył z angielskiego, francuskiego i niemieckiego ponad 60 książek naukowych i beletrystycznych. Autor dwóch własnych książek i artykułów naukowych.
Marek Chojnacki jest żonaty.